# 許利賓
許利賓（1814年—？）。福建省侯官縣（今屬福州市）人，清朝政治人物，進士出身。

## 生平
許利賓為道光十九年（1839年）舉人，道光二十七年（1847年）中張之萬榜二甲進士。河南即用知縣。任光山縣知縣，後與伊陽縣知縣王樹漢對調。後來利賓卒於知縣任上，客死異鄉，幸由福建長樂人黄見三為其辦理後事，并收其子許貞幹為門生，貞幹最終亦考中進士。

## 家族
“叔侄父子三進士”：許亨超、許利賓、許貞幹。